# Toticoryx exilis
Genre
Espèce
Toticoryx exilis, unique représentant du genre Toticoryx, est une espèce d'araignées aranéomorphes de la famille des Salticidae.

## Distribution
Cette espèce est endémique de Guinée.

## Description
La carapace de la femelle holotype mesure 1,3 mm de long sur 0,9 mm et l'abdomen 1,8 mm de long sur 0,9 mm.

## Publication originale
- Rollard & Wesołowska, 2002 : Jumping spiders (Arachnida, Araneae, Salticidae) from the Nimba Mountains in Guinea. Zoosystema, vol. 24, no 2, p. 283-307 (texte intégral).